# Буш, Эрнст (генерал-фельдмаршал)
 Эрнст Вильгельм Бернгард Буш (нем. Ernst Wilhelm Bernhard Busch; 6 июля 1885, Эссен — 17 июля 1945, Олдершот, Ноттингемшир) — немецкий военачальник, генерал-фельдмаршал (1943) вермахта. Кавалер Рыцарского креста с Дубовыми листьями.

## Биография
Родился в семье чиновника, директора детского дома. Свою воинскую карьеру начал в 12-летнем возрасте поступив в 1897 году в кадетское училище в Бенсберге. Следующим этапом стало военное училище в Гросс-Лихтерфельсе, которое он окончил в 1904 году. После чего был направлен в 13-й Вестфальский пехотный полк, базировавшийся в Мюнстере, произведен в лейтенанты. 17 ноября 1906 году был переведен к новому месту службы, в 57-й пехотный полк расквартированный в Везеле. В 1914 году окончил военную академию в Касселе. К началу Первой мировой войны достиг должности ротного командира, окончил в 1913 году инспекторские курсы.

## Первая мировая война
Всю Первую мировую войну Буш прослужил на передовой, на Западном фронте. Был офицером штаба 6-й пехотной дивизии, с января 1915 года командовал ротой, получил звание капитана (1915 год). С 1916 года — командир батальона. Награждён Железными крестами 2-й (в сентябре 1914) и 1-й (в марте 1915) степеней, Рыцарским крестом ордена Дома Гогенцоллернов с мечами (в 1917) и орденом Pour le Mérite (в октябре 1918). Дважды был ранен (в 1915 и в 1917).

## Между мировыми войнами
Оставшись по окончании войны в рядах «стотысячного рейхсвера», Буш служил в должности командира пулемётной роты, затем с 1921 года на штабных должностях дивизионного уровня, с апреля 1925 года — инспектор транспортных войск, с 1928 года — начальник оперативного отдела 2-й дивизии и 2-го военного округа. В 1930—1932 годах командовал пехотным батальоном в Берлине, в 1932 году стал командиром 9-го егерского полка. После прихода Гитлера к власти проявил себя как активный сторонник нацизма. В 1935 году стал командиром 23-й пехотной дивизии в Потсдаме и генерал-майором, в феврале 1938 года — командующим 8-м армейским корпусом в Бреслау в звании генерала инфантерии.

## Вторая мировая война
В сентябре 1939 года участвовал в польской кампании, командуя 8-м армейским корпусом в 14-й армии. Взял Краков. Награждён планками к Железным крестам (повторное награждение). 22 октября 1939 года был назначен командующим 16-й армией (левый фланг Западного фронта против Франции), а 19 июля 1940 года, после взятия Вердена, получил звание генерал-полковника и Рыцарский крест (№ 45).
В июне 1941 года Буш и его 16-я армия, входившая в группу армий «Север», вторглись на территорию СССР, захватив к 8 сентября Демянск. В последующем армия принимала участие в блокаде Ленинграда, обороняла фронт между Старой Руссой и Осташковым, а также демянский плацдарм. Отбил советское наступление в ходе Старорусской операции. В августе 1943 награждён Дубовыми Листьями к Рыцарскому кресту. 1 февраля 1943 года за успешные оборонительные операции Буш был произведён в генерал-фельдмаршалы, и 12 октября 1943 принял командование группой армий «Центр» Восточного фронта. На этом посту ему удалось отразить советское наступление в ходе Оршанской операции и с большим трудом — в Витебской операции.
Однако в Белорусской операции вверенная ему группа армий потерпела сокрушительную катастрофу. 22 и 23 июня 1944 года советские войска обрушили на неё первые удары операции «Багратион». 720-километровый немецкий фронт рухнул, 29 июня советские войска вышли на рубеж Березины, к исходу 3 июля взяли Минск, окружив основные силы 4-й немецкой армии. 28 июня Буш был смещён с поста и заменён Вальтером Моделем.
20 марта 1945 года Буш был призван из резерва и назначен командующим вермахтом на Северо-Западе (Шлезвиг-Гольштейн, Магдебург, Нидерланды), прикрывая север Германии от войск Монтгомери. На этом посту он и сдался британским войскам 4 мая 1945 года. В июле 1945 года пленный фельдмаршал умер в британском плену от стенокардии.

## Награды
- Железный крест 2-го класса (Королевство Пруссия) (20 сентября 1914)
- Железный крест 1-го класса (6 марта 1915)
- Королевский орден Дома Гогенцоллернов рыцарский крест с мечами (Королевство Пруссия) (14 июня 1917)
- Орден «Pour le Mérite» (Королевство Пруссия) (4 октября 1918)
- Нагрудный знак «За ранение» (1918) чёрный
- Почётный крест Первой мировой войны 1914/1918 с мечами (1 января 1935)
- Медаль «За выслугу лет в вермахте» с 4-го по 1-й класс (2 октября 1936)
- Медаль «В память 1 октября 1938 года» с пряжкой  «Пражский замок» (1938)
- Пряжка к Железному кресту 2-го класса (18 сентября 1939)
- Пряжка к Железному кресту 1-го класса (25 сентября 1939)
- Медаль «За зимнюю кампанию на Востоке 1941/42» (30 июля 1939)
- Щит «Демянск»
- Рыцарский крест Железного креста с дубовыми листьями
  - рыцарский крест (26 мая 1940)
  - дубовые листья (№ 274) (21 августа 1943)
- Орден Креста Свободы 1-го класса со звездой и мечами (Финляндия)
- 4 раза упоминался в «Вермахтберихт» (6 августа 1941, 16 сентября 1941, 21 октября 1941, 28 января 1943)